# Ievgueni Svetlànov
Ievgueni Svetlànov (rus: Евгений Фёдорович Светланов)  (Moscou, 6 de setembre de 1928 - Moscou, 3 de maig de 2002), nom complet amb patronímic Ievgueni Fiódorovitx Svetlànov, va ser un director d'orquestra, compositor i pianista rus.
Svetlànov nasqué a Moscou i estudià direcció al Conservatori de Moscou. Del 1955 va dirigir al teatre Bolshoi, on va ser nomenat director principal el 1962. De 1965 va ser director principal de l'Orquestra Simfònica de l'estat soviètic (ara l'Orquestra Simfònica de l'estat de Rússia). El 1979 va ser nomenat principal director convidat de l'Orquestra Simfònica de Londres. Svetlanov va ser també director musical de la "Residentie Orchestra" (La Haia) de 1992 a 2000 i l'Orquestra Simfònica de la ràdio sueca de 1997 a 1999.
El 2000 Svetlànov va ser acomiadat del seu càrrec amb l'Orquestra Simfònica de l'estat rus pel ministre de cultura de Rússia, Mikhaïl Xvidkoi. La raó donada era que Svetlànov estava gastant massa temps dirigint-se a l'estranger i no prou temps a Moscou.
Svetlànov va ser particularment conegut per les seves interpretacions d'obres russes-va cobrir tota la gamma de música russa, des de Mikhaïl Glinka fins als nostres dies. També va ser un dels pocs conductors russos que va dur a terme tota la producció simfònica de Gustav Mahler.
Les seves pròpies composicions incloïen un quartet de cordes (1948), Daugava, poema simfònic (1952), Fantasia siberia per a orquestra, Op. 9 (1953), Images d'Espagne, Rhapsody for Orchestra (1954), Simfonia (1956), Poema festiu (1966), Variacions russes per a arpa i orquestra (1975), Concert per a piano en do menor (1976) i Poema per a violí i orquestra "a la memòria de David Oistrakh".
Svetlanov va ser també un pianista extremadament competent, tres enregistraments notables que van ser el trio de piano n. 2 de Serguei Rakhmàninov en do menor i la Sonata per a violoncel op. 19, i un disc de la música de piano de Nikolai Medtner.
"Warner Music France" va emetre un "Édition officielle Evgeny Svetlanov" amb el llegat de Svetlanov d'enregistraments com a director i pianista, que al juliol de 2008 havia corregut a 35 volums de CDs, sovint conjunts de CD encaixats. El més gran d'ells és la caixa de 16 CD de les simfonies completes de Nikolai Miaskovski, que Svetlanov va dedicar a aquest compositor .

## El llegat
El primer Airbus A330 per Aeroflot, així com l'asteroide 4135 Svetlanov, van ser nomenats en honor de Svetlanov. l'Orquestra Simfònica de l'estat de la Federació de Rússia i un concurs internacional de direcció també porten el seu nom.